# Kurt Gregor
Kurt Gregor (* 21. August 1907 in Dresden; † 5. Mai 1990 in Berlin) war ein deutscher Politiker (SED). Er war Minister für Außenhandel und Innerdeutschen Handel der DDR.

## Leben
Der Sohn eines Arbeiters absolvierte nach dem Besuch der Volksschule von 1923 bis 1926 eine Ausbildung zum Maschinenbauer und 
war bis 1927 im Beruf in Dresden tätig. Von 1926 bis 1931 bildete er sich in Abendkursen zum Maschinenbauingenieur weiter. Er arbeitete von 1927 bis 1932 als Techniker und Ingenieur in Dresdner Maschinenfabriken. Er trat 1931 der KPD und der Roten Hilfe bei und arbeitete von 1932 bis 1938 als Techniker und Technischer Direktor in verschiedenen Maschinenfabriken der Sowjetunion. Danach kehrte er nach Deutschland zurück, war bis 1945 als Technischer Leiter in Maschinenfabriken, vor allem in Dresden tätig und leistete illegale politische Arbeit.
1946 trat Gregor der SED und dem FDGB bei. Er war von 1946 bis 1950 Leiter der Hauptabteilung Wirtschaftsplanung der Landesregierung Sachsen, dann 1950/1951 Staatssekretär im Ministerium für Schwerindustrie sowie 1951/1952 Staatssekretär im Ministerium für Außenhandel und Innerdeutschen Handel. Von 1952 bis 1954 war er Minister für Außenhandel und Innerdeutschen Handel. Am 9. November 1954 erhielt er eine strenge Parteirüge, weil er einen Beschluss des Ministerrates nicht durchgeführt und die Verschleuderung von Staatseigentum zugelassen hatte. Er wurde wieder Staatssekretär, blieb aber bis April 1955 Leiter des Ministeriums. Ab Oktober 1956 war er Stellvertreter des Vorsitzenden der Staatlichen Plankommission (SPK) und Leiter der Hauptabteilung Perspektivplanung. Am 1. August 1958 wurde er zum Ersten Stellvertreter der SPK ernannt und am 8. Dezember 1958 Mitglied des Ministerrates der DDR.
Gregor war von 1958 bis 1963 Abgeordneter der Volkskammer, ab Juli 1961 stellvertretender Vorsitzender des Volkswirtschaftsrates und von Juni 1963 bis Februar 1967 stellvertretender Sekretär des RGW-Sekretariats in Moskau.
Sein Grab befindet sich auf dem Zentralfriedhof Berlin-Friedrichsfelde in der Gräberanlage für Opfer des Faschismus und Verfolgte des Naziregimes. Seine Tochter war die Dokumentarfilm-Regisseurin Irina Gregor (1942–1996).

## Auszeichnungen
- 1957 Vaterländischer Verdienstorden in Bronze und 1970 in Gold
- 1982 Ehrenspange zum Vaterländischen Verdienstorden in Gold